# Ove Jørstad
Ove Jørstad (Vardø, 20 agosto 1970 – Fossum, 10 febbraio 2008) è stato un calciatore norvegese, di ruolo difensore.

## Carriera
Ha giocato nel massimo campionato norvegese con Kongsvinger IL e F.C. Lyn Oslo e nelle serie minori con Asker e Fossum, oltre ad un'esperienza in Brasile nelle file dell'Ituano. Al Fossum ricopriva il ruolo di allenatore-giocatore.
È morto nel febbraio del 2008 per un malore mentre svolgeva un allenamento.